# Łuskówka (ptak)
Łuskówka (Chaunoproctus ferreorostris) – gatunek wymarłego ptaka z rodziny łuszczakowatych (Fringillidae). Był jedynym przedstawicielem monotypowego rodzaju Chaunoproctus. Występował w Japonii. Zasiedlał lasy w pobliżu wybrzeża. Wydaje się prawdopodobne, że jego wyginięcie mogło spowodować wylesianie wyspy i wprowadzenie kotów i szczurów.
Znany jedynie z wyspy Chichi-jima (archipelag Wysp Ogasawara). Żył pojedynczo lub w parach. Heinrich von Kittlitz odwiedził wyspę Chichi-jima (znaną wówczas pod nazwą Peel Island) w 1828. Wtedy też odkrył łuskówkę, która 4 lata później wyginęła, ale zdążył zabrać z wyspy kilka okazów. Lokalne raporty stwierdzają, że mogła żyć jeszcze do 1890 r.
Na całym świecie zachowało się tylko 10 okazów tego gatunku. Muzeum Historii Naturalnej w Lejdzie (Holandia) posiada okaz samca i samicy, pozostałe okazy znajdują się w muzeach w Berlinie, Frankfurcie, Petersburgu, Tring i Nowym Jorku.